# Stylops hammella
Stylops hammella  (лат.) — вид веерокрылых насекомых рода Stylops из семейства Stylopidae. Европа: Великобритания.
Паразиты пчёл вида Andrena crysoscelis (род Andrena, Andrenidae). Лапки самцов 4-члениковые, усики 6-члениковые с боковыми отростками. Голова поперечная. Обладают резким половым диморфизмом: самцы крылатые (2 пары узких крыльев: передние маленькие и узкие, задние широкие), самки бескрылые червеобразные эндопаразиты.
Вид был впервые описан в 1918 году британским энтомологом Робертом Перкинсом (Robert Cyril Layton Perkins, 1866—1955) и назван в честь коллектора Mr. Hamm.